# Neaveia orientalis
Neaveia orientalis är en fjärilsart som beskrevs av Jackson 1962. Neaveia orientalis ingår i släktet Neaveia och familjen juvelvingar. Inga underarter finns listade i Catalogue of Life.